# Refuge de la Dent Parrachée
Il refuge de la Dent Parrachée (2.511 m s.l.m.) è un rifugio alpino situato nel massiccio della Vanoise nelle Alpi della Vanoise e del Grand Arc. Si trova nel comune di Aussois.

## Caratteristiche

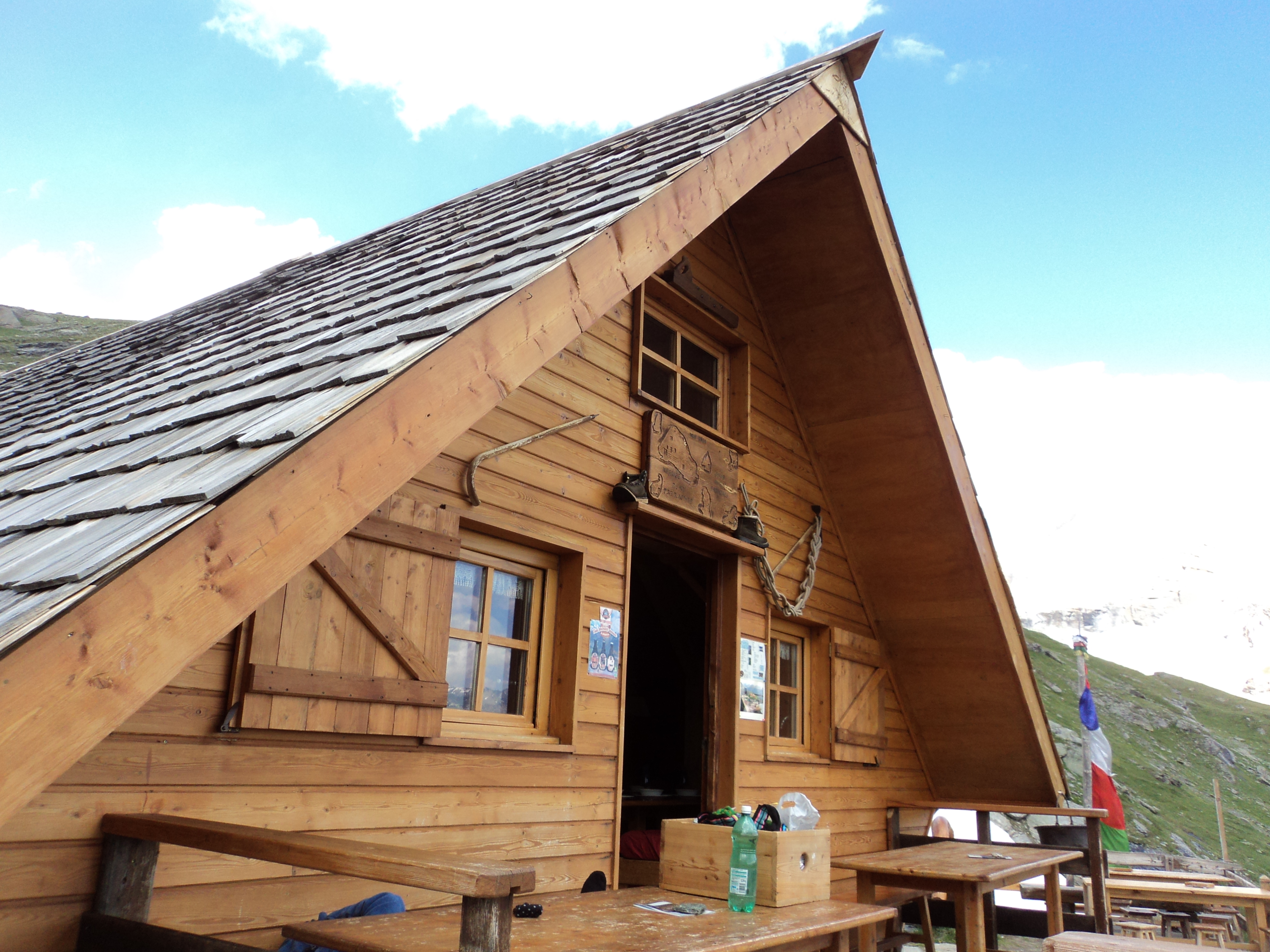
Esterno del rifugio.

Si trova nel parco nazionale della Vanoise ed in posizione dominante sui sottostanti Barrage de Plan-d'Aval e Barrage de Plan-d'Amont.
Non lontano dal rifugio ed a quota inferiore si trova il refuge de la Fournache.

## Accesso
L'accesso avviene da Aussois e passando dal Barrage de Plan-d'Amont. Si può salire con l'automobile fino ai parcheggi che si trovano tra il Barrage de Plan-d'Aval ed il Barrage di Plan-d'Amont. Dal parcheggio il rifugio è raggiungibile in un'ora circa.

## Ascensioni
- Dent Parrachée - 3.697 m
- Pointe de la Fournache - 3.639 m
- Pointe du Génépy - 3.551 m
- Pointe de Labby - 3.521 m
- Punta de l'Echelle - 3.432 m